# 良賤法
良賤法（りょうせんほう）とは、古代日本において良民と賤（賤民身分）との婚姻や生まれた子の帰属、戸籍上の扱いなどを定めた法制のこと。
良賤法の元となった法令は大化元年（645年）に定められた「男女の法」とされている。これによれば良人と奴婢の間の子は奴婢とし、主人が異なる奴婢の間の子は母（婢）の主人に属するとされた。庚午年籍によって賤を戸籍に記載する制度が確立され、続く庚寅年籍においては編成前年（689年）以前に父母によって売買された子は賤とすること、庚寅年籍編成以後の良民子弟の売買は一切認めないこと、編成前年以前における賤であっても父母以外の者による売買及び債務を理由とした賤は無効になることなども定められた。大宝律令以後導入された戸令・戸婚律においては、当色婚（とうしきこん）の原則が定められた。これは、良民と賤あるいは異なる階層に属する賤同士の婚姻を禁止するものである。ただし、良民が相手を賤と知らずに婚姻して儲けた子は良民とされ、賤が所有者もしくはその親族である女性と結婚以外の方法で儲けた子については官有賤人とされた。また、公私奴婢・官戸家人は当該者の高齢化や主人の温情などを理由に解放される場合があり、また誤って賤とされた人が訴訟によって良民であると認められた事例もあった。
だが、実際の社会においては良民が賤より課役が重いために却って賤の方が生活が恵まれている場合もあり、8世紀末期にはそれを回避するために意図的に賤との婚姻を図るものもいた。このため、延暦8年（789年）には良民と賤の間の子は全て良民として課役を負担させることとし、貞観5年（863年）には賤にあたる者を計帳に記載する場合には父母の氏名記載を義務付けて賤の発生を抑制して租税徴収を図る方針を採るようになった。このため、賤の人口は減少し、更に10世紀には戸籍自体が行われなくなったために良民と賤の区別が不可能となったために良賤法の意味を成さなくなった。だが、一方で良民が貧窮によって隷属民になる事例も見られるようになるなど、新たな賤民身分の形成も見られるようになった。なお、鎌倉時代の幕府法においても良賤の父母の間の子に関する規定が設けられるなど、良賤法とは異なる新たな規定が制定される場合もあった。